# Adam Kraft
Pour les articles homonymes, voir Kraft.
Adam Kraft, né à Nuremberg entre 1455 et 1460, et mort à Schwabach en janvier 1509, est un sculpteur franconien médiéval, actif à Nuremberg à partir de 1490. Toutes ses œuvres connues ont été sculptées en pierre. Il est parfois comparé au Bourguignon Claus Sluter, pourtant de plusieurs dizaines d'années son aîné.

## Biographie
On ne sait que peu de choses de sa vie. Il était le fils d'un menuisier et a passé sa vie presque entièrement à Nuremberg, sauf pendant son tour du compagnonnage, qui l'a mené à Ulm et Strasbourg. Il s'est marié trois fois, mais n'a pas eu d'enfants. Bien qu'ayant reçu de nombreuses commandes, il connaît des difficultés financières à partir de 1503, et sa troisième femme ne peut rembourser ses dettes lors de sa mort.

## Œuvres
Kraft a marqué de son empreinte toutes les églises de Nuremberg. Le style de ses débuts, caractéristique du gothique tardif, se reconnaît à des figures très expressives aux draperies tumultueuses, enluminées de reliefs décoratifs luxuriants. Il évolue vers davantage de clarté, et ses œuvres tardives, plus monumentales, marquent des poses arrondies et mesurées.
Son premier ouvrage important, créé en 1490-1492, est une sorte d'épitaphe, le « Schreyer-Landauer-Epitaph », fondé par les patriciens nurembourgeois Sebald Schreyer et Matthäus Landauer. L'épitaphe se trouve à la façade du chœur oriental de l' église Saint-Sébald à Nuremberg ; elle se compose de trois hauts-reliefs en grès (comme un triptyque) et montre des scènes de la passion du Christ : à gauche le Christ portant la croix, au milieu d'une foule de badauds ; au centre la mise au tombeau, avec les trois femmes, l'apôtre Jean, Nicodème et Joseph d'Arimathie ; et à droite la Résurrection du Christ.
Peu après, Kraft crée son ouvrage le plus célèbre : le « Sakramentshaus » (tabernacle ou ciborium) dans le chœur de l'église Saint-Laurent de Nuremberg, entre 1493 et 1496, sur une commande du marchand Hans Imhoff l'ancien. C'est une formation svelte et filigrane en pierre de plus de vingt mètres de haut. Il dessine une tour conique avec des traceries et pinacles délicats, ornée de sculptures représentant la Cène, la crucifixion et la résurrection du Christ. Le Sakramentshaus est soutenu par trois sculptures représentant des personnages accroupis correspondant aux trois âges : la jeunesse, la maturité et la vieillesse. Le personnage tenant à la main des ciseaux de sculpteur est reconnu comme un autoportrait de l'artiste.

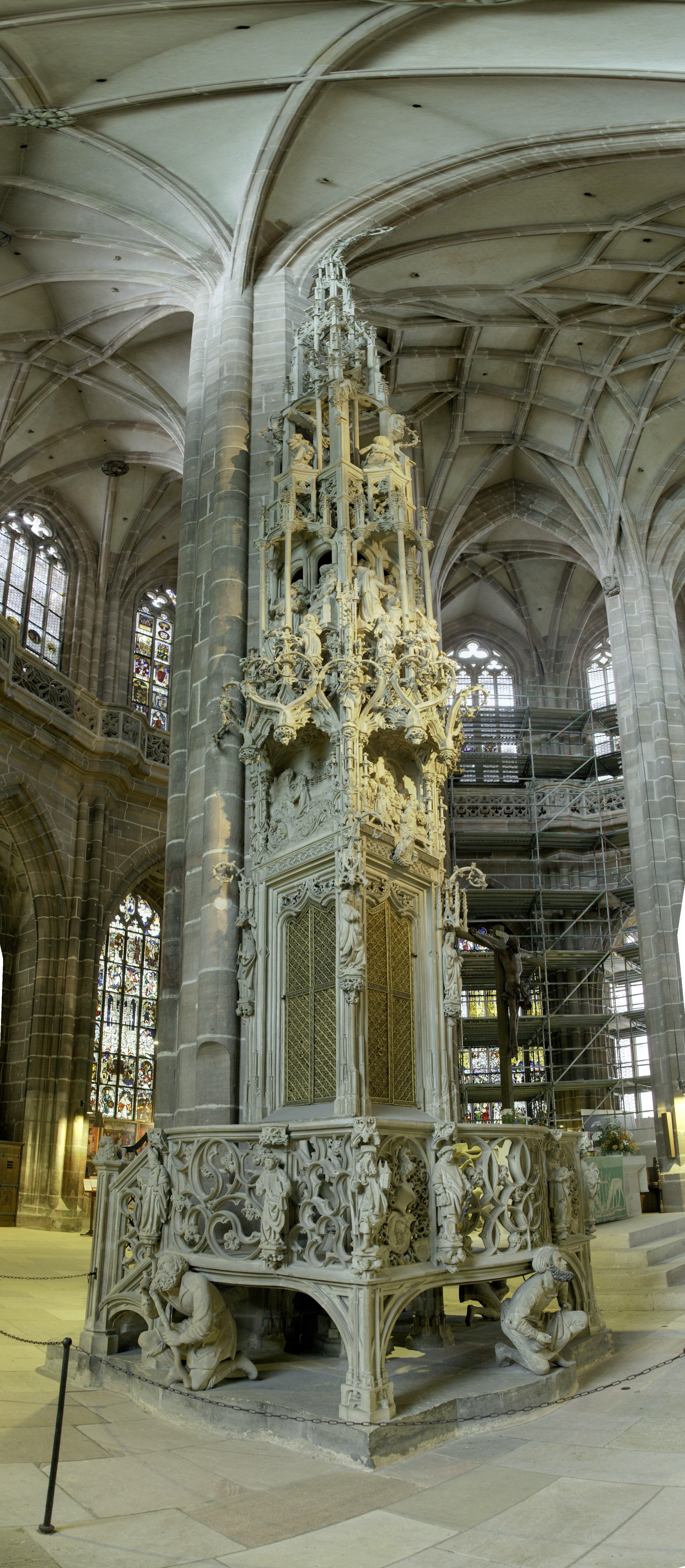
le Sakramentshaus, église Saint-Laurent de Nuremberg

Dans les années 1506-1509, Adam Kraft crée le nouveau pignon ouest de l'église Notre-Dame de Nuremberg (Frauenkirche), qui comporte un tabernacle extérieur pour une horloge astronomique appelée Männleinlaufen et qui est encore en service au début du XXIe siècle.